# Marcantonio Chiarini
Pour les articles homonymes, voir Chiarini.
Marcantonio Chiarini  (Bologne,1652 – Bologne, 1730) est architecte et un peintre italien baroque de la fin du XVIIe et du début du XVIIIe siècle actif à Bologne, Milan et Vienne.

## Biographie
Marcantonio Chiarini a été formé avec Francesco Quaini et Domenico Santi. Il a peint des décors pour le théâtre, ainsi que des quadrature dans lesquelles Sigismondo Caula insérait des personnages.
Il a aussi peint des quadrature au palais Mansi, à Lucques, dont Giovanni Gioseffo dal Sole a peint les fresques principales.
Chiarini a été employé avec les peintres Martino Altomonte, Gaetano Fanti, et Carlo Carlone par l'architecte Johann Lukas von Hildebrandt pour la décoration à fresque des parties supérieures et inférieures du palais du Belvédère à Vienne et les fresques du salon bleu du palais du prince Eugène (1710).
En tant qu'architecte, il a réalisé les plans, le dessin de la façade du Palazzo delli Guustrissimi Sigri Marchesa Albergati situé dans la campagne bolonaise.

## Sources
- (en) Cet article est partiellement ou en totalité issu de l’article de Wikipédia en anglais intitulé « Marcantonio Chiarini » (voir la liste des auteurs).